# Ogeechee
Ogeechee, grad ili podpleme Indijanaca Juči iz 18. stoljeća s gornjeg toka rijeke Ogeechee na istoku Georgije. Creeki i druga plemena zaratili su protiv njih, a prema Bartramu Creeki su ih i uništili na otoku Amelia na Floridi, gdje su izbjegli nakon što su protjerani iz Georgije. Grad je nazivan ponekad i Hughchee (tj. Juči).

## Vanjske poveznice
- Yuchi Indian Tribe History